# مایکل کرایتون
جان مایکل کرایتون (به انگلیسی: Michael Crichton) (زاده ۲۳ اکتبر ۱۹۴۲ – درگذشته ۴ نوامبر ۲۰۰۸) نویسنده، تهیه‌کننده، کارگردان، فیلم‌نامه‌نویس، پزشک و تهیه‌کننده تلویزیونی بود که بیشتر به دلیل داستان‌های علمی تخیلی و تکنو تریلرش شناخته می‌شود. کتاب‌هایش تا به حال در حدود ۱۵۰ میلیون نسخه در سر تا سر جهان فروخته شده‌اند. کتاب‌های او دارای درون مایه‌های اکشن هستند و اکثراً نشان‌دهنده آیندهٔ تیره و تاریکی از فناوریهای نوین می‌باشند. تعداد زیادی از رمان‌های او دارای زمینه‌های غنی علمی و تحقیقاتی می‌باشند.

## زندگی
کرایتون در شهر شیکاگو واقع در ایالت ایلینوی متولد شد. پدرش جان هندرسون کرایتون و مادرش زولا میلر کرایتون نام داشت. او در روسیلین لانگ آیلند نیویورک بزرگ شد. او دو خواهر به نام‌های کیمبرلی و کاترین و یک برادر کوچکتر به نام داگلاس دارد.
او دوره لیسانس خود را در کالج هاروارد واقع در کمبریج ماساچوست گذراند و در سال ۱۹۶۴ فارغ‌التحصیل شد. کرایتون همچنین انجمن Phi Beta Kappa Society را براه انداخت. او برای شرکت در سخنرانی هنری راسل شاو مدرس برجستهٔ انسان‌شناسی به دانشگاه کمبریج لندن رفت (۱۹۶۵–۱۹۶۴).
در سال ۱۹۶۹ از دانشکدهٔ پزشکی هاروارد مدرک MD دریافت کرد. در سال ۱۹۶۹ بورسیه انیستیتو جوناس سالک واقع در لاهویا، کالیفرنیا را برای مطالعات پزشکی دریافت کرد
در دانشکده پزشکی او با نام‌های مستعار جان لانگ و جفری هادسون رمان می‌نوشت. رمان یک مورد احتیاج که تحت نام مستعار جفری هادسون نوشته شده بود توانست در آن سال ۱۹۶۹ برندهٔ جایزه ادگار شود. او همچنین رمان معامله را با همکاری برادر کوچکترش تحت نام مستعار مایکل داگلاس نوشت. پشت جلد این کتاب یک عکس از مایکل و برادرش در سال‌های کودکی که توسط مادرشان گرفته شده بود چاپ شد.
هر دو نام مستعارش اشاره به قدش دارند. بر طبق گفته‌های خودش او در حدود ۲ متر و ۶ سانتی‌متر قد دارد. لانگ یک نام خانوادگی در آلمان است که معنیش «بلند قد» است و سر جفری هادسون یک انسان کوتوله در دادگاه Queen Consort Henrietta Maria انگلستان در قرن هفدهم بود.

استادان او در دانشکدهٔ ادبیات هاروارد مقاله‌ها و داستان‌های او را بی‌ارزش خطاب می‌کردند. تا آنجا که کرایتون از این رفتار خسته شد و یک بار یکی از مقاله‌های جرج اورول را به جای مقالهٔ خودش به استادش داد و استاد احمقش به مقالهٔ جرج اورول هم نمرهٔ B- داد. کرایتون بعدها در این باره اذعان داشت:
"دانشکدهٔ ادبیات جایی نیست که از آنجا نویسنده بیرون بیاید آنجا کارخانه تولید استاد ادبیات است"
کرایتون تاکنون ۵ بار ازدواج کرده و ۴ بار طلاق گرفته‌است. او با سوزانا چیلد و جووان رادام در طی سال‌های ۱۹۶۵ تا ۱۹۷۰ با کتی جونز طی سال‌های ۱۹۷۸ تا ۱۹۸۰ و آن ماری مارتین (جدا شده در سال ۲۰۰۵) ازدواج کرد. کرایتون با همسر پنجم خود شری الکساندر تا آخر عمر زندگی کرد.
وی در روز سه شنبه ۴ نوامبر ۲۰۰۸ بر اثر بیماری سرطان در لوس آنجلس در گذشت.

## رمان‌های تخیلی

کرایتون بر روی جلد مجله تایم (۱۹۹۵)

| سال  | عنوان                                         | توضیحات                                                                 |
| ---- | --------------------------------------------- | ----------------------------------------------------------------------- |
| ۱۹۶۶ | شانس                                          | با نام مستعار جان لانگ                                                  |
| ۱۹۶۷ | یکی را پاک کن                                 | با نام مستعار جان لانگ                                                  |
| ۱۹۶۸ | کار ساده                                      | با نام مستعار جان لانگ                                                  |
| ۱۹۶۸ | یک مورد احتیاج                                | با نام مستعار جفری هادسون بعدها با نام خود کرایتون تجدید چاپ شد         |
| ۱۹۶۹ | قضیه آندرومدا                                 |                                                                         |
| ۱۹۶۹ | تجارت کینه                                    | با نام مستعار جان لانگ                                                  |
| ۱۹۶۹ | زیر صفر                                       | با نام مستعار جان لانگ                                                  |
| ۱۹۷۰ | پایان خطر                                     | با نام مستعار جان لانگ                                                  |
| ۱۹۷۰ | داروی انتخاب                                  | با نام مستعار جان لانگ                                                  |
| ۱۹۷۰ | معامله: یا برکلی به بوستون چهلمین افسون گمشده | نوشته شده به همراه برادرش داگلاس کرایتون؛ منتشر شده با نام مایکل داگلاس |
| ۱۹۷۲ | مرد پایانه‌ای                                  |                                                                         |
| ۱۹۷۲ | بیناری                                        | با نام مستعار جان لانگ                                                  |
| ۱۹۷۵ | سرقت بزرگ قطار                                |                                                                         |
| ۱۹۷۶ | مرده خواران                                   |                                                                         |
| ۱۹۸۰ | کنگو                                          |                                                                         |
| ۱۹۸۷ | کره                                           |                                                                         |
| ۱۹۹۰ | پارک ژوراسیک                                  |                                                                         |
| ۱۹۹۲ | خورشید تابان                                  |                                                                         |
| ۱۹۹۴ | افشا                                          |                                                                         |
| ۱۹۹۵ | دنیای گمشده                                   |                                                                         |
| ۱۹۹۶ | ایرفرام                                       |                                                                         |
| ۱۹۹۹ | خط زمان                                       |                                                                         |
| ۲۰۰۲ | طعمه                                          |                                                                         |
| ۲۰۰۴ | حکومت ترس                                     |                                                                         |
| ۲۰۰۶ | بعدی                                          |                                                                         |

## رمان‌های غیر تخیلی
کرایتون به‌جز رمان‌های تخیلی کتاب‌های دیگری نیز با موضوع علمی نوشته‌است که از آن جمله می‌توان به سفر نامه‌ها و بیوگرافیهای شخصیش اشاره کرد.
او زندگی دوست هنرمندش جاسپر جونز را نیز تبدیل به یک رمان کرد که بعدها آن را در قطع جیبی هم منتشر کرد و آن را "جاسپر جونز " نامید. او همچنین یک بار این کتاب را بروز رسانی کرد.
او همچنین رمانی به‌نام «زندگی الکترونیکی» را هم نوشت که برنامه‌نویسی برای کامپیوتر را به خوانندگانش معرفی می‌کرد و به آنان کمک می‌کرد که یک برنامه‌نویس شخصی برای خود شوند.

اگر شما به کامپیوتر نشان دهید که رئیس چه کسی است و آن را مجبور کنید تا کار مطلوبتان را برایتان انجام دهد به این پروسه برنامه‌ریزی کامپیوتر می‌گویند با صرف چند ساعت وقت برای برنامه‌ریزی یک ماشین شما می‌توانید احساس بهتری نسبت به آن ماشین داشته باشید.

کرایتون برای ثابت کردن این گفته خود برنامه‌های زیادی را برای کامپیوترهای اپل و آی بی ام در همان کتاب زندگی الکترونیکی نوشت. کرایتون یک بار تصمیم به بروز رسانی کتاب و برنامه‌هایش کرد ولی این پروژه بعدها لغو شد.
تعدادی از کتاب‌های غیر تخیلی او:
| سال  | عنوان            |
| ---- | ---------------- |
| ۱۹۷۰ | پنج بیمار        |
| ۱۹۷۷ | جاسپر جونز       |
| ۱۹۸۳ | زندگی الکترونیکی |
| ۱۹۸۸ | سفرنامه‌ها        |

## فیلم‌های تلویزیونی و سینمایی
کرایتون همچنین تعدادی سریال تلویزیونی و فیلم سینمایی را فیلم نامه‌نویسی و کارگردانی کرده‌است.
| سال  | عنوان          | توضیحات                          |
| ---- | -------------- | -------------------------------- |
| ۱۹۷۲ | پیگرد          | فیلم سینمایی تلویزیونی           |
| ۱۹۷۳ | دنیای غرب      |                                  |
| ۱۹۷۸ | کما            |                                  |
| ۱۹۷۹ | سرقت بزرگ قطار | کارگردان/ فیلم نامه نویس         |
| ۱۹۸۱ | نگهبان         |                                  |
| ۱۹۸۴ | فرار           |                                  |
| ۱۹۸۹ | شاهد عینی      |                                  |
| ۱۹۹۳ | پارک ژوراسیک   | فیلمنامه‌نویس به همراه دیوید کوئپ |
| ۱۹۹۴ | ER             | خالق/نویسنده/تهیه‌کننده           |
| ۱۹۹۶ | گرد باد        | فیلم نامه نویس                   |

پیگرد یک فیلم تلویزیونی است که بر اساس کتاب "بیناری" او توسط خودش فیلم نامه‌نویسی و کارگردانی شد
دنیای غرب اولین فیلم در تاریخ سینما بود که در آن از جلوه‌های ویژه دو بعدی و سه بعدی کامپیوتری استفاده شد
کرایتون فیلم "کما"را بر اساس رمانی از "رابین کوک" کارگردانی کرد. کرایتون و کوک هردو هم سن و پزشک بودند و در مورد موضوع‌های مشابهی رمان می‌نوشتند
برخی از رمان‌های کرایتون که تبدیل به فیلم شده‌اند:
| سال  | عنوان                                       | سازنده/کارگردان | توضیحات                 |
| ---- | ------------------------------------------- | --------------- | ----------------------- |
| ۱۹۷۱ | جاذبه آندرومدا                              | رابرت وایز      | حضور تک‌جلوه             |
| ۱۹۷۲ | معامله: یا برکلی به بوستون، چهل افسون گمشده | پل ویلیامز      |                         |
| ۱۹۷۲ | جبران عمل:یک مورد احتیاج                    | بلیک ادواردز    |                         |
| ۱۹۷۴ | مرد پایانه‌ای                                | مایک هجز        |                         |
| ۱۹۹۳ | خورشید تابان                                | فیلیپ کافمن     |                         |
| ۱۹۹۳ | پارک ژوراسیک                                | استیون اسپیلبرگ |                         |
| ۱۹۹۴ | افشا                                        | بری لوینسون     |                         |
| ۱۹۹۵ | کنگو                                        | فرانک مارشال    |                         |
| ۱۹۹۷ | دنیای گمشده: پارک ژوراسیک                   | استیون اسپیلبرگ |                         |
| ۱۹۹۸ | کره                                         | بری لوینسون     |                         |
| ۱۹۹۹ | سیزدهمین سلحشور                             | جان مکترنان     | بر اساس رمان مرده خوران |
| ۲۰۰۳ | خط-زمان                                     | ریچارد دانر     |                         |
| ۲۰۰۸ | قضیه اندرومدا                               | میکاییل سالومون | مینی سریال تلویزیونی    |

او هم چنین فیلم نامه فیلم‌هایی چون "کاملاً نزدیک" (۱۹۷۳) و گردباد (۱۹۹۶) را نوشته‌است که فیلم نامه گرد باد را به همراه خمسر قبلیش آن ماری مارتین نوشته بود
او هم چنین خالق و تهیه‌کننده مجموعه تلویزیونی ای آر بود. در سال ۱۹۹۴ او به امتیاز منحصربه‌فردی دست یافت. او توانست در یک سال سه کالای پر فروش یعنی فیلم پارک ژوراسیک کتاب افشا و سریال ای آر را داشته باد
کرایتون تا به امروز سه اپیزود برای ای آر نوشته‌است:
- اپیزود ۱–۱ "۲۴ ساعت"
- اپیزود ۲–۱ "روز اول"
- اپیزود۳–۱ "بازگشت به خانه"

## بازی‌های کامپیوتری
آمازون یک بازی «تکست ادونچر» بود که در سال ۱۹۸۴ توسط کرایتون ساخته شد و تهیه‌کنندگی آن را جان ولز و شرکت تریلیوم به عهده گرفتند
این بازی بر روی سیستم‌های اپل ۲, آتاری اس تی، کومودور ۶۴ و داس اجرا می‌شد. خیلی از صاحب نظران بازی آمازون را به عنوان یکی از بازی‌های متحول کننده سبک «تکست ادونچر» معرفی می‌کنند که توانست گرافیک و موسیقی را نیز به بازی‌ها اضافه کند. این بازی در حدود ۱۰۰ هزار نسخه فروش کرد که در زمان خودش رقم قابل توجهی بود.
در سال ۱۹۹۹ کرایتون بازی خط-زمان را به همراه دیوید اسمیت ساخت. با وجود این که شرکت ایدوس قول انتشار بازی به چند نام مختلف را داده بود ولی تنها یک بازی با نام «خط-زمان» منتشر گردید؛ که از منتقدین رنک پایینی دریافت کرد و فروش ناچیزی داشت.

## جوایز
- جایزه نویسندگان داستان‌های مرموز ادگار آلن پو برای رمان یک مورد احتیاج (۱۹۶۹)
- جایزه انجمن نویسندگان پزشکی آمریکا برای رمان "۵ بیمار" (۱۹۷۰)
- جایزه نویسندگان داستان‌های مرموز ادگار آلن پو برای فیلم نامه سرقت بزرگ قطار (۱۹۸۰)
- جایزهٔ خبرنگاری انجمن زمین شناسان برای رمان "حس ترس" (۲۰۰۶)
- جایزه امی
- جایزه پی بادی
- جایزه نویسندگان راهنمای آمریکا
- یک دایناسور تازه کشف شده به پاس زحماتش برای علاقه‌مند کردن مردم به دانش دیرین‌شناسی به نام او "کرایتونوسوروس بولینی" نام‌گذاری شد (۲۰۰۱)
- کرایتون جز پنجاه مرد خوش چهره جهان توسط مجله "مردم" برگزیده شد (۱۹۹۲)